# Twickenham Studios
Twickenham Film Studios är en filmstudio som ligger i St Margarets, London, som används av många film- och tv-bolag. Den grundades 1913 av Dr Ralph Jupp på platsen för en tidigare skridskobana. Vid tiden för dess ursprungliga konstruktion var den största filmstudion i Storbritannien. 
Många filmer har gjorts på Twickenham, inklusive Carol Reeds The Stars Look Down 1939, och Seymour Hickss Scrooge från (1935). 
I 1960-talet klassiska filmer som Alfie med Michael Caine 1966, The Italian Job 1969 med Noel Coward, Roman Polanski's första engelskspråkiga film 1965 Repulsion; Be My Guest 1965 med Jerry Lee Lewis och den då unge skådespelaren Steve Marriott och The Nashville Teens. 
I  1969 använde The Beatles studion när de repade låtar för deras album Let It Be. En film med samma namn, Let It Be, gjordes av några av deras låtar från albumet. Både filmen och albumet släpptes 1970. The Beatles hade tidigare använt Twickenham för sina filmer A Hard Day's Night, Help! och deras PR-film för Hey Jude. 
Under 1980-talet användes studion för The Mirror Crack'd, An American Werewolf in London, A Fish Called Wanda, Blade Runner och Brother Sun, Sister Moon. 
Senare inspelade filmer är The Others, Layer Cake, The Crucible, Interview with the Vampire och Sweet Revenge.